# Pedro Cabello Poleo
Pedro José Cabello Poleo (Caracas, Venezuela, 6 de mayo de 1933) es un político y profesor venezolano.

## Actividad profesional
Graduado de ingeniero en Producción Animal (Zootecnia) de la Universidad Estado de Oklahoma, Estados Unidos, y poseedor de una Maestría en Fisiología Digestiva de la Universidad Estatal de Florida.
Se desempeñó como presidente del Colegio de Zootecnistas de Venezuela. Fue docente de la Universidad de Oriente (UDO), decano del núcleo Monagas(1970-1974) de esa casa de estudios y rector durante el periodo 1974-1978. Coordinó junto a Pedro Augusto Beauperthuy el proyecto de  fundación de la Universidad de Margarita (UNIMAR). Allí ha sido coordinador del Subsistema de Investigación y Postgrado, así como rector  desde el 15 de abril de 2005 hasta el 13 de marzo de 2009. Actualmente es el presidente del Consejo Superior.

## Actividad política
Ha sido miembro de Acción Democrática (AD). Ocupó los cargos de secretario de Profesionales y Técnicos de AD-Monagas y de secretario general de ese partido en Monagas. El presidente Jaime Lusinchi lo designó gobernador de Monagas (1984-1986) y ministro de Educación (1987-1988). Representó a Monagas en el Congreso Nacional de Venezuela como diputado (1984-1989; 1994-1999) y senador (1989-1994). Desde 1999 se encuentra retirado de la política.